# Marija Alexandrowna Bespalowa

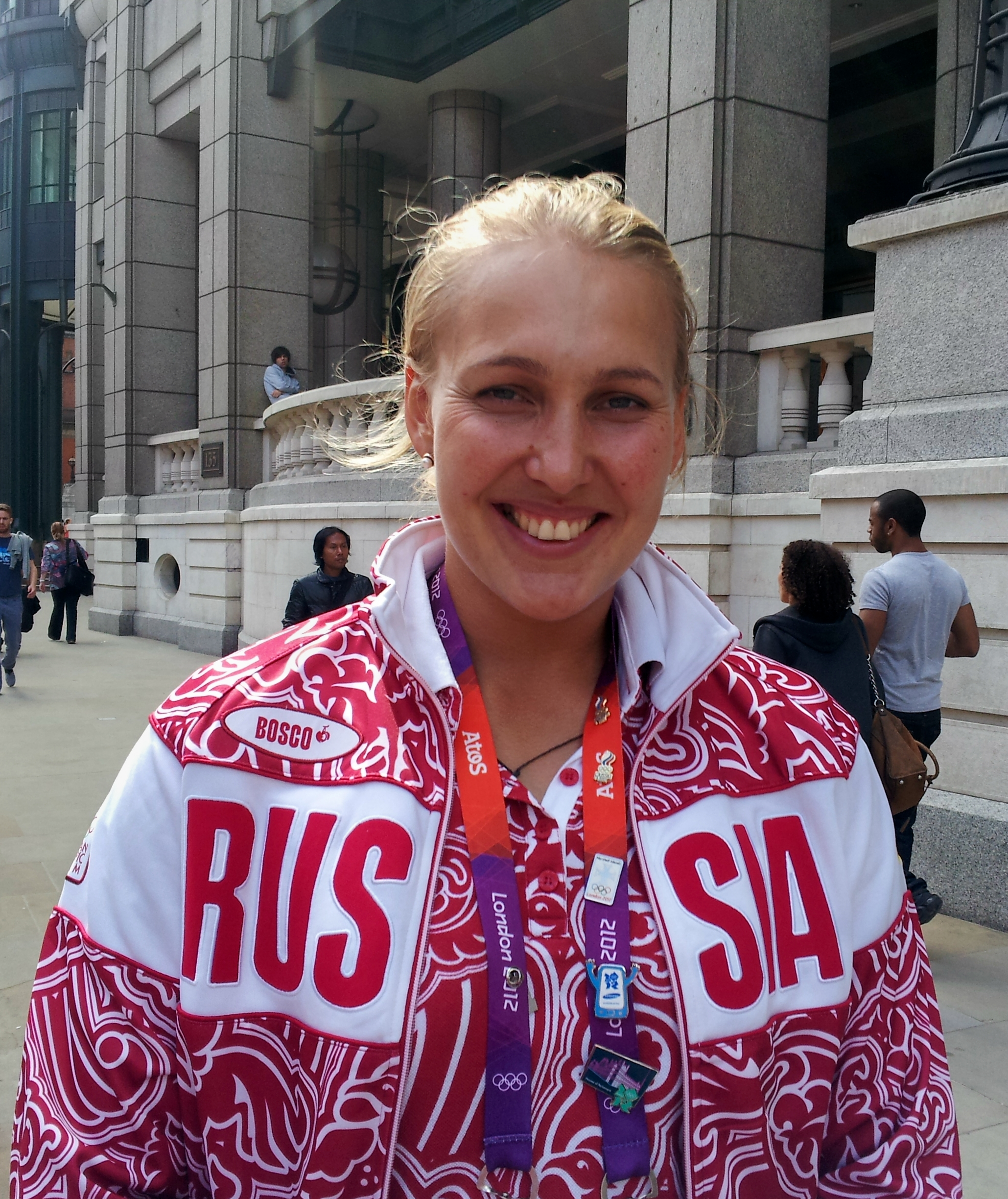
Marija Bespalowa bei den Olympischen Spielen 2012

Marija Alexandrowna Bespalowa (russisch Мария Александровна Беспалова, engl. Transkription Mariya Bespalova; * 21. Mai 1986) ist eine russische Hammerwerferin.
2003 gewann sie Silber bei den Leichtathletik-Jugendweltmeisterschaften in Sherbrooke.
Bei den Olympischen Spielen 2012 in London wurde sie Elfte.
2015 wurde sie positiv auf Dehydrochlormethyltestosteron getestet und wegen dieses Verstoßes gegen die Dopingbestimmungen für vier Jahre gesperrt.
Auf Grundlage des McLaren-Reports wurde Bespalowan 2019 wegen Dopings vom Internationalen Sportgerichtshof alle Ergebnisse zwischen dem 17. Juli 2012 und dem 26. Oktober 2015 annulliert.
Ihre persönliche Bestleistung von 76,72 m stellte sie am 23. Juni 2012 in Schukowski auf.